# Демиденко Михайло Єфремович
Михайло Єфремович Демиденко (27 вересня 1904, село Походовичі Чериковського повіту Могильовської губернії, тепер Могильовської області, Білорусь — липень 1989, місто Омськ, тепер Російська Федерація) — радянський державний діяч, голова виконавчого комітету Омської обласної ради. Депутат Верховної Ради СРСР 4-го скликання.

## Життєпис
Народився в бідній селянській родині. У дитячі та юнацькі роки працював у господарстві батьків.
У 1925 році закінчив школу в містечку Чериков та поїхав на Донбас. У 1925—1927 роках працював на вугільній шахті № 13 селища Ханженкове.
У листопаді 1927 року переїхав до Тюкалінського району Омського округу Сибірського краю (тепер Омська область). Працював секретарем Покровської сільської ради, потім був головою Покровської сільської ради.
Член ВКП(б) з 1929 року.
У 1930—1931 роках — інструктор Тюкалінського районної колгоспспілки. Брав активну участь у колективізації та організації хлібозаготівель.
У 1931—1932 роках — секретар партійного комітету радгоспу «Тюкалінський».
У 1932—1933 роках — уповноважений Тюкалінського районного молокоцентру.
У 1934—1935 роках — завідувач земельного відділу виконавчого комітету Тюкалінської районної ради Омської області.
З 1935 року працював у земельному управлінні виконавчого комітету Омської обласної ради.
У 1937 році закінчив Вищі курси радянського будівництва при Центральному виконавчому комітеті (ЦВК) СРСР.
У 1938—1940 роках — керуючий Омської обласної племзаготконтори; начальник планово-фінансового відділу земельного управління виконавчого комітету Омської обласної ради.
У 1940—1942 роках — голова виконавчого комітету Ульяновської (Омської) районної ради депутатів трудящих Омської області.
У 1942—1946 роках — заступник голови виконавчого комітету Омської обласної ради депутатів трудящих.
У 1946—1949 роках — слухач Вищої партійної школи при ЦК ВКП(б) у Москві.
У 1949—1951 роках — заступник голови виконавчого комітету Омської обласної ради депутатів трудящих. У 1951—1953 роках — 1-й заступник голови виконавчого комітету Омської обласної ради депутатів трудящих.
У березні 1953 — 1957 року — голова виконавчого комітету Омської обласної ради депутатів трудящих.
У 1957—1966 роках — завідувач фінансового відділу виконавчого комітету Омської обласної ради депутатів трудящих.
З 1966 року — персональний пенсіонер у місті Омську.
Помер у липні 1989 року в місті Омську. Похований на Старо-Північному цвинтарі Омська.

## Нагороди
- орден Леніна (1957)
- орден Трудового Червоного Прапора (1942)
- орден «Знак Пошани» (1966)
- медалі